# Angelo Gigli
Angelo Gigli (nacido el 4 de junio de 1983 en Pietermaritzburg, Sudáfrica)  es un jugador italiano de baloncesto. Con 2.09 de estatura, juega en la posición de ala-pívot y pívot.

## Equipos
- 2001-2002  Fortitudo Roma 1908
- 2002-2006 Pallacanestro Reggiana
- 2006-2008 Pallacanestro Treviso
- 2008-2012 Virtus Roma
- 2012-2013 Virtus Pallacanestro Bologna
- 2013-2014 Olimpia Milano
- 2014   →Pallacanestro Reggiana
- 2015-2017 Basket Ferentino
- 2017-  NPC Rieti

## Palmarés
- Supercopa de Italia: 1

Benetton Treviso: 2006
- Copa de Italia: 1

Benetton Treviso: 2007